# Municipio de Burlington (Dakota del Norte)
El municipio de Burlington (en inglés: Burlington Township) es un municipio ubicado en el condado de Ward en el estado estadounidense de Dakota del Norte. En el año 2010 tenía una población de 388 habitantes y una densidad poblacional de 4,24 personas por km².

## Geografía
El municipio de Burlington se encuentra ubicado en las coordenadas 48°14′18″N 101°27′53″O / 48.23833, -101.46472. Según la Oficina del Censo de los Estados Unidos, el municipio tiene una superficie total de 91.6 km², de la cual 91,44 km² corresponden a tierra firme y (0,17 %) 0,16 km² es agua.

## Demografía
Según el censo de 2010, había 388 personas residiendo en el municipio de Burlington. La densidad de población era de 4,24 hab./km². De los 388 habitantes, el municipio de Burlington estaba compuesto por el 98,2 % blancos, el 0,26 % eran afroamericanos, el 1,03 % eran amerindios y el 0,52 % eran de una mezcla de razas. Del total de la población el 0 % eran hispanos o latinos de cualquier raza.